# Hunö
Hunö är en ö i Oskarshamns kommun i Småland. Ön hör till de större öarna i Misterhults skärgård och i Oskarshamns skärgård som helhet. Den hör också till en av de högsta med sina 51 meter över havet.

## Historik
Hunös storlek gör att den sannolikt har haft mänsklig aktivitet tidigt i historien. Detta bekräftas också av fornfynd som gjorts på ön. På Hunö finns ett flertal rösen från bronsåldern och järnåldern. Ett mer udda fynd är ett kopparmynt från Romartiden. Myntet är i fint skick och försett med kejsar Augustus porträtt (regeringstid 27 f.Kr- 14 e. Kr.).
Öns högsta punkt har namnet Hunö böte, vilket antyder att här har funnits en vårdkase. En vårdkase var en större signaleld som tändes för att varna om fiendeskepp var i antågande. Vårdkasarna sattes upp på strategiskt valda öar inom synhåll av varandra och bildade på så sätt en signalkedja längs kusten som ledde ända upp till den styrande makten i Stockholm. Vårdkasarna närmast Hunö fanns i norr på ön Järö (på sex kilometers avstånd) och Spårö (18 kilometers avstånd).
Den rika förekomsten av kvarts i berggrunden har medfört att täktverksamhet har förekommit på Hunö under 1900-talet.

## Geografiskt läge
| Dovhjortar och mufflonfår ger Hunö en av skärgårdens mer ovanliga faunor. |  | Dovhjortar och mufflonfår ger Hunö en av skärgårdens mer ovanliga faunor. |
| Dovhjortar och mufflonfår ger Hunö en av skärgårdens mer ovanliga faunor. |  |                                                                           |

Hunö ligger mitt i inloppet till Gåsfjärden i Misterhults skärgård. Den utprickade farleden löper norr om ön. Hunö omges av öarna Skälö och Skavdö i norr och öster och av fastlandet i söder. I väster finns öppet vatten i form av Gåsfjärden. Djupen kring ön är relativt stora vilket för övrigt är fallet i Gåsfjärden som helhet. 

## Natur och djur
Öns stränder präglas av branta bergsluttningar som stupar ned i havet. Den högsta punkten ligger 51 meter över havsytan och återfinns på öns sydöstra del. I söder och i väster finns mer låglänta partier där byggelsen följaktligen är belägen. Öns inre domineras av skogsmark varvat med öppnare partier där berggrunden av kvarts går i dagen. På ön finns även mufflonfår och dovhjort som håller delar av vegetationen öppen.